# NS série 4500
Les série 4500 des Nederlandse Spoorwegen sont des locomotives à vapeur de disposition Consolidation (140) prévues pour les lourds trains de marchandises. Commandées par la Noord-Brabantsch-Duitsche Spoorweg-Maatschappij (en) (Société du chemin de fer Nord-Brabant-Allemand), deux exemplaires sont livrés en 1917 la reprise de la compagnie NBDS par les Staatsspoorwegen et les autres en 1920. C'était alors la série de locomotives les plus puissantes des Pays-Bas.

## Histoire

### Genèse
Depuis les années 1870, la Noord-Brabantsch-Duitsche Spoorweg-Maatschappij exploite une ligne de chemin de fer (nl) internationale reliant Boxtel, aux Pays-Bas, à Wesel en Allemagne. Au début des années 1900, leur flotte se compose de locomotives pour trains de voyageurs rapides ou omnibus ainsi que de quatre locomotives de disposition 030 affectées aux trains de marchandises (série 12 à 15). Elles sont complétées par deux exemplaires identiques numérotés 16 et 17, livrés respectivement en 1903 et 1907. Il est cependant clair que ce modèle est obsolète et incapable de remorquer les trains de charbon de fort tonnage venant d'Allemagne.
En 1908, la NBDS réceptionne les premiers exemplaires des Ten wheel série 30 à 36 et renforce son infrastructure, dont les viaducs sur la Meuse et le Rhin. Premières ten wheel bataves, ces six locomotives, auxquelles s'ajoutent deux autres commandées en Allemagne en 1914, sont destinés au trafic des voyageurs, alors en plein boom.

### Mise au point
La même année une commande est passée au constructeur Hohenzollern, sis à Düsseldorf, pour quatre locomotives pour trains de marchandises lourds. Elles reprennent l'aspect des 30 à 36 ainsi que la chaudière à foyer Belpaire rentrant disposée en hauteur. La chaudière et son foyer sont cependant plus grands et, contrairement aux Ten wheel, le mécanisme est extérieur avec deux cylindres de grand diamètre. Les petites roues motrices (1,40 m) et le mécanisme de rappel de leur essieu porteur avant leur permet de rouler à 65 km/h ; une vitesse qui sera limitée à un prudent 50 km à partir de 1930 en raison de leur démarche agitée. Leur tender à bogies appartient à un type nouveau également attelé aux deux Ten wheel commandées en Allemagne ; celles de 1908 avaient un tender à trois essieux, moins capacitaire.

### Livraison

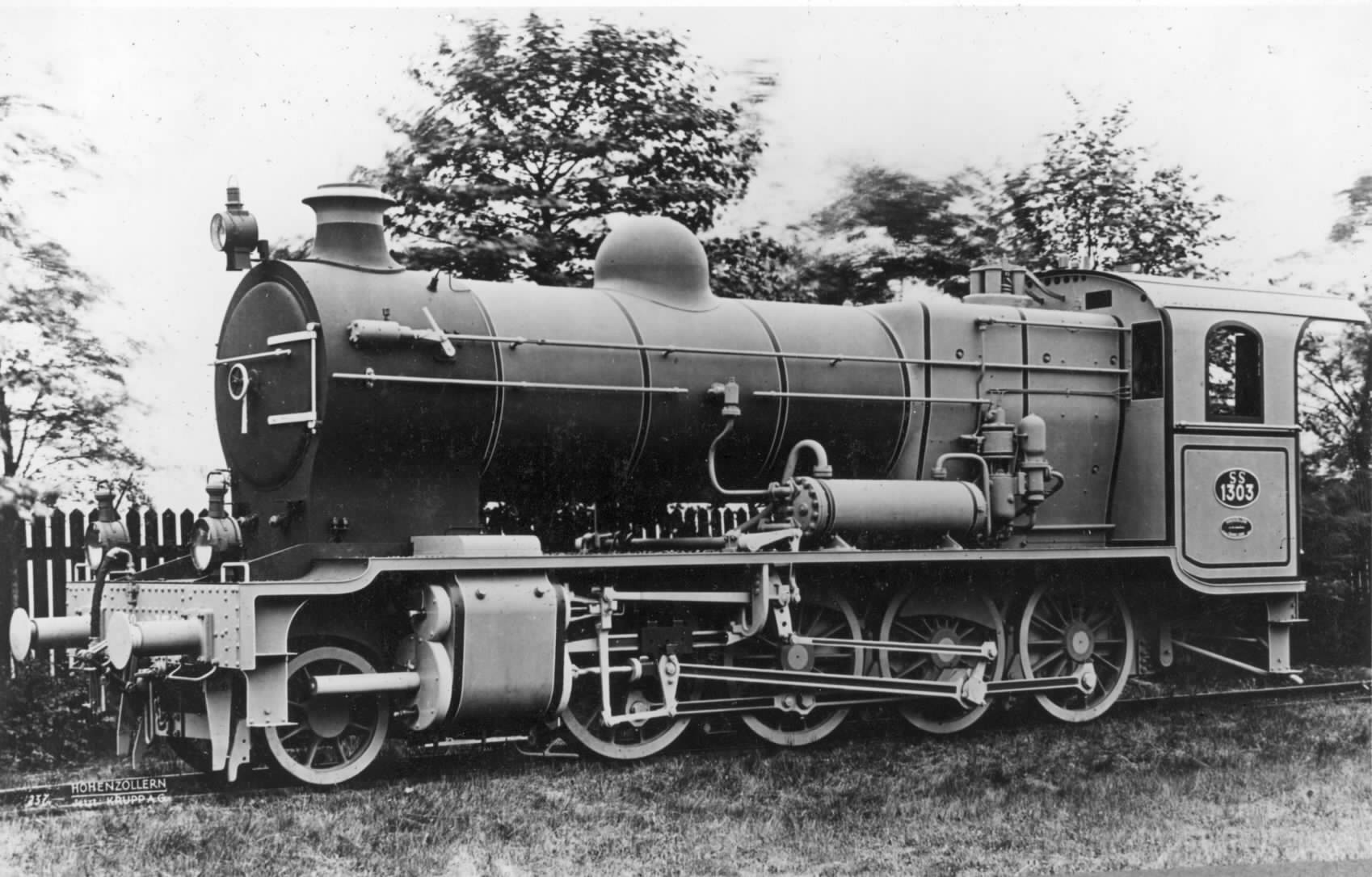
Sortie d'usine de la 1303, en 1920.

La Première Guerre mondiale, où les Pays-Bas sont restés neutres, retarde la livraison des locomotives commandées à Hohenzollern en 1914 ; seule une Ten wheel est livrée dans les délais. Deux locomotives pour marchandises sont finalement livrées en 1917 et le reste de la commande le sera seulement en 1920.
Les locomotives de 1917 porteront le matricule NBDS 118 et 119. Le 1er juin 1919, les Staatsspoorwegen (SS) reprennent l'exploitation du réseau NBDS et renumérotent leur matériel. Les 118-119 deviennent les 1301-1302 et les deux machines pour marchandises livrées en 1920 sont numérotées à la suite. En 1921, la mise en commun du matériel des HSM et SS s'accompagne d'une nouvelle renumérotation, 4501 à 4504. Cette fusion totale en 1938 donnera naissance aux Nederlandse Spoorwegen.
Sorties d'usine dans la belle robe bleu moyen à filets noirs et blancs relevés de rouge de la NBDS, les deux premières endossent après 1919 la livrée vert pomme à châssis brun-rouge des Staatsspoorwegen puis la livrée vert foncé appliquée à partir de 1931. Elles ont possiblement pu porter la première livrée « NS » vert gazon, apparue en 1925.

### Carrière

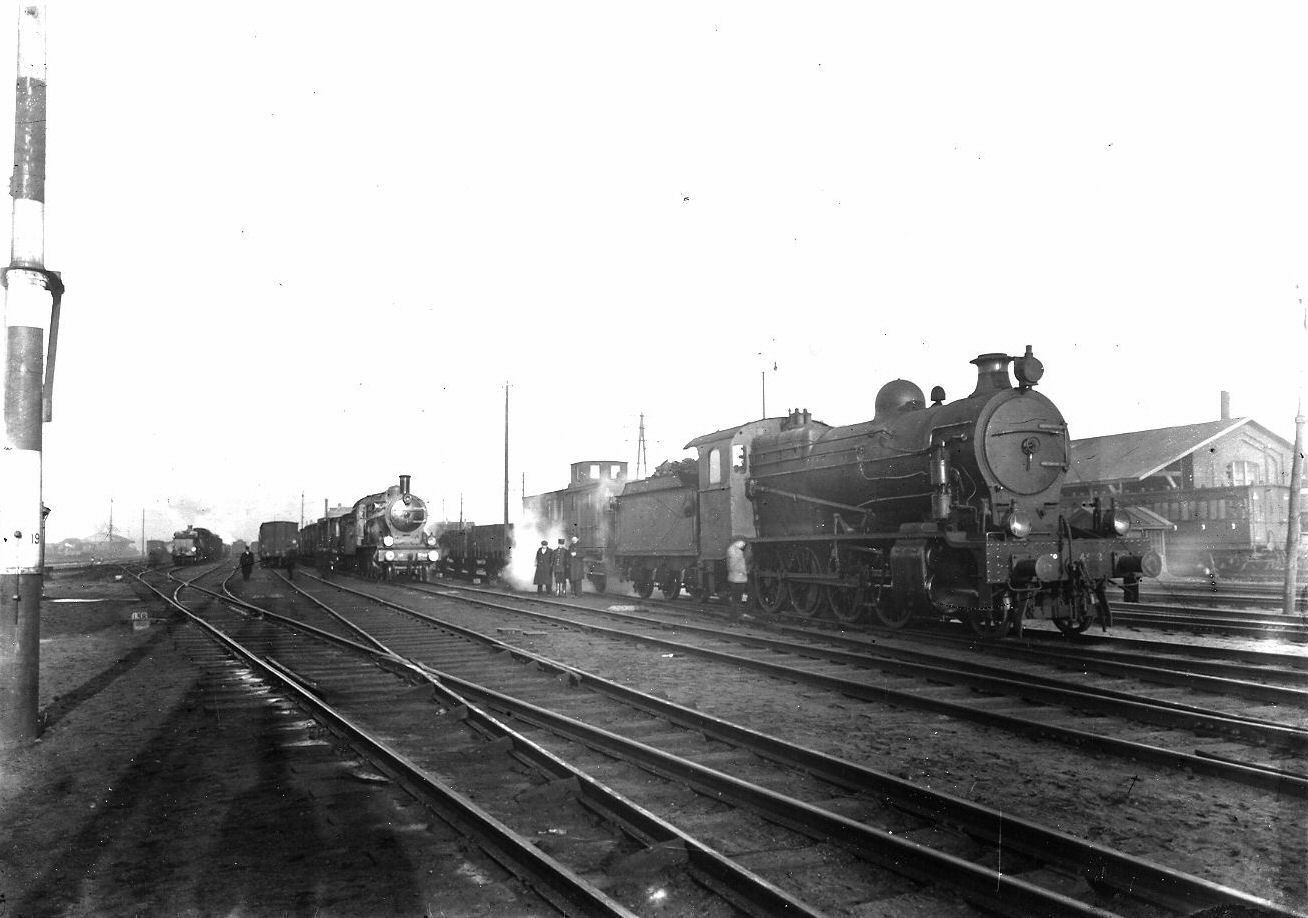
Départ d'un train de marchandises au crochet de la 4502 en 1925, un train de marchandises tracté par une série 3700 se trouve sur l'autre voie.

La diminution des échanges entre l'Allemagne et les Pays-Bas durant la guerre et les changements survenus après l'armistice ont eu des conséquences à long terme pour la ligne de Boxtel à Wesel, où les rapides trains de voyageurs d'avant-guerre reliant les grandes villes d'Allemagne, de Suisse, d'Autriche et d'Italie au port de Flessingue ne font pas leur retour. Le trafic des marchandises est également en berne. La faillite du NBDS est déclarée en 1922 et son démantèlement se conclut trois ans plus tard ; la portion sur le territoire allemand est repris par la DRG et le reste par les Staatsspoorwegen qui dégradent cet ancien axe international au rang de ligne secondaire. Le pont sur le Rhin, long de presque 2 km, sera dynamité en 1945 fermant définitivement cette section de ligne, suivie par le reste de la ligne en direction de Boxtel dans les années 1960-1970.
Les lourdes 4500 sont donc redéployées ailleurs[Où ?] et troquent leurs grands tenders contre ceux à trois essieux de quatre Ten wheel de 1908.
En 1923, pour répondre au besoin de locomotives de fortes puissance utilisées pour la remorque de trains de charbon extrait des mines du Limbourg, la série des 4601 à 4620 est construite en reprenant la conception générale des 4500 : disposition d'essieux Consolidation avec des roues motrices d'1,40 m et foyer Belpaire rentrant. La chaudière est toutefois d'un autre modèle, inspirée de celle des 3700 pour trains de voyageurs. Comme les 4500, ces locomotives dotées de deux grands cylindres extérieurs souffriront d'un manque de stabilité, limitant leur vitesse de pointe.
Pendant la Seconde Guerre mondiale, l'occupant allemand réquisitionne les quatre 4500 ainsi qu'une quinzaine de 4600. Elles sont utilisées en Allemagne et dans les autres nations occupées, dont la Belgique. Les 4502 et 4504 ne reviendront d'Allemagne qu'en 1945-1946 et n'ont pas été réparées,.

### Fin de carrière
L'arrivée de centaines de locomotives Austerity du War Department britannique, prises en location par les NS qui les immatricule 4301 à 4537, impose de renuméroter les quatre ex-NBDS qui prennent en 1945 les numéros 4251 à 4254. Les NS ont toutefois décidé de se débarrasser de cette petite série vieillissante, en même temps que les dernières Ten wheel série 3500.
Ces quatre locomotives sont rayées des inventaires en 1947 et démolies en 1947-1948. La dernière en état de marche était la 4251, ex-118, plus ancienne de sa série.